# 刁扬
刁扬（Barbie Diao），中国大陆女艺人、模特、主持人。1990年7月22日出生于四川成都，成都大学学生。16岁逛街被星探发现开始入行兼职做平面模特。2009年参加全国选秀比赛快乐女声被称之为“宅男杀手”走红网络，2010又参加花儿朵朵。2011年签约台湾福禄寿喜娱乐公司，赴普吉岛拍摄第一本个人偶像写真集《pretty barbie》正式出道。2011年11月9日上综艺节目《康熙来了》大火爆荧屏。她拥有35E的丰满胸部，外称號「波霸之称」。